# Marlijn Binnendijk
Marlijn Binnendijk née le 5 décembre 1986 à Zuid-Scharwoude, est une coureuse cycliste néerlandais. Elle a notamment été championne des Pays-Bas sur route en 2007.

## Palmarès

### Palmarès sur piste

#### Championnats du monde
- 2003 (juniors)
  -  Médaillée de bronze de la poursuite

- 2004 (juniors)
  -  Championne du monde de poursuite

#### Coupe du monde
- 2004-2005
  - 1re de la poursuite à Sydney
  - 3e de la poursuite à Moscou

- 2007-2008
  - 2e de la poursuite par équipes à Copenhague

#### Championnats d'Europe
- 2003
  -  Championne d'Europe de poursuite juniors
- 2005
  -  Médaillée d'argent de la poursuite espoirs
- 2006
  -  Championne d'Europe de la course aux points espoirs
- 2007
  -  Championne d'Europe de la course aux points espoirs

### Palmarès sur route
- 2007
  -  Championne des Pays-Bas sur route